# Mercedes 92/160 PS
La Mercedes 92/160 PS est une voiture de sport produite par Daimler-Motoren-Gesellschaft de 1917 à 1918 sous la marque Mercedes.
Après que les véhicules 79/200 aient été vendus avec succès à un passionné sportif ambitieux en Italie, une nouvelle édition avec un moteur encore plus gros a été lancée. Au lieu d’utiliser à nouveau un moteur six cylindres d’un Zeppelin, cette fois un moteur huit cylindres a été utilisé. Ce moteur de l’aviation avait une cylindrée de 24033 cm³ avec un alésage de 150 mm et une course de 170 mm. La puissance maximale était de 160 ch. Comme pour les véhicules précédents, la puissance motrice était transmise à l’essieu arrière par chaîne. Au total, trois véhicules ont été produits avec ce moteur. Entre 1998 et 2006, le Musée automobile et technologique de Sinsheim a construit une voiture de course expérimentale dans le style des véhicules correspondants du début du 20e siècle. Le véhicule utilise un moteur d’avion BMW Série 8 désaffecté, qui se trouvait dans une casse espagnole depuis des années. Le châssis provient d’une voiture de pompiers American LaFrance de 1908. Le musée a nommé le véhicule auto-inventé dans la poignée de la Mercedes 92/160 ch « Brutus » pour souligner que de tels véhicules dangereux peuvent tuer son conducteur.

## Production 92/160 PS
Production de la Mercedes 92/160 PS par année.
| Année     | 1917 | 1918 | total |
| --------- | ---- | ---- | ----- |
| 92/160 PS | 2    | 1    | 3     |